# امپراتور کونوئه
امپراتور کونوئه (به ژاپنی: 近衛، Konoe)؛ (زاده ۱۶ ژوئن ۱۱۳۹، درگذشته ۱۱۵۵)، هفتاد و ششمین امپراتور ژاپن بود.